# 兰斯塔德
兰斯塔德（荷蘭語發音：[ˈrɑntstɑt] ⓘ）是荷兰的組合城市，包括该国最大的四座城市（阿姆斯特丹、鹿特丹、海牙和乌得勒支）及其周围地区，拥有750万居民，几乎佔荷兰人口的一半；如果包括毗邻的一些城市，人口超过1000万，几乎佔荷兰全部人口的2/3，是欧洲最大的组群城市之一。主要城市包括阿尔梅勒、阿姆斯特丹、代尔夫特、多德雷赫特、豪达、哈勒姆、希尔弗瑟姆、莱顿、鹿特丹、海牙、乌得勒支及祖特梅尔。

## 简介
兰斯塔德城市群大致呈新月形或链形，兰斯塔德因而得名（rand意为边缘，stad意为城镇）。蘭斯台德四大都市所包围的区域被称为「綠心」（Groene Hart）。

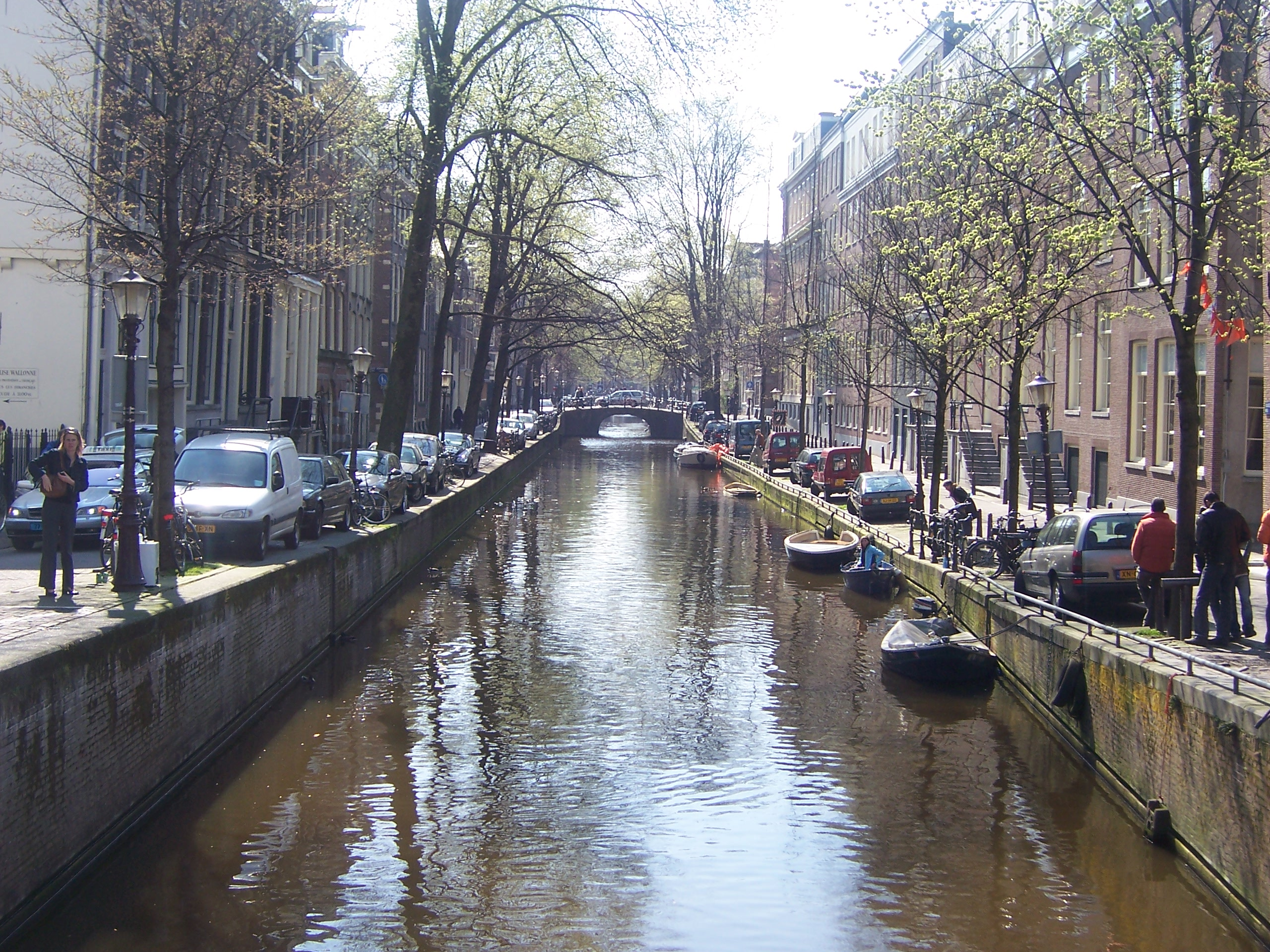
阿姆斯特丹

在过去数十年中，兰斯塔德的主要问题是城镇之间的竞争。那些镇通常比城市更多绿色，居住着许多在城市工作的通勤者，过去强烈依靠后者的医院等设施和大规模娱乐业。城市需要更多的扩展空间，而镇担心失去其自治的地位。
兰斯塔德的另一个主要问题，是关于它的边界。没有人能说出兰斯塔德从哪里开始，到哪里结束。有人说只包括荷兰的四大城市（阿姆斯特丹、鹿特丹、海牙和乌得勒支），也有人认为兰斯塔德还包括阿纳姆-奈梅亨和埃因霍温-蒂尔堡-布雷达-斯海尔托亨博斯。这些城市都
实行自治， 但是许多事情仍得依赖较大的城市。

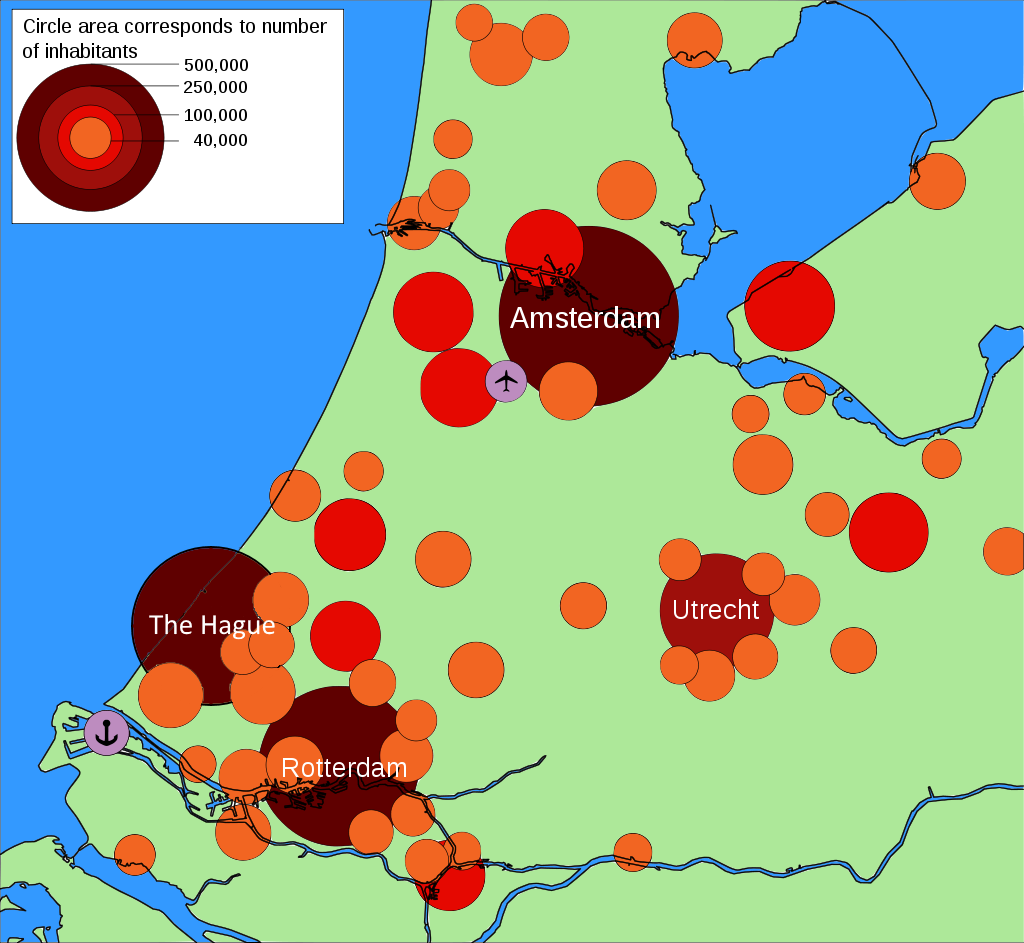
人口分布图

兰斯塔德拥有城市间竞争的历史。例如；鹿特丹和阿姆斯特丹两大城市在许多方面进行竞争，从足球到艺术。后来文化部门试图限制竞争，寻求共同的力量。阿姆斯特丹主要的文化机构，如音乐厅，荷兰艺术节，通过A'R'dam ，与鹿特丹的类似组织联手。2007年，这些机构出版了 一份合作计划宣言。目标之一是加强荷兰文化艺术在国际上的地位。

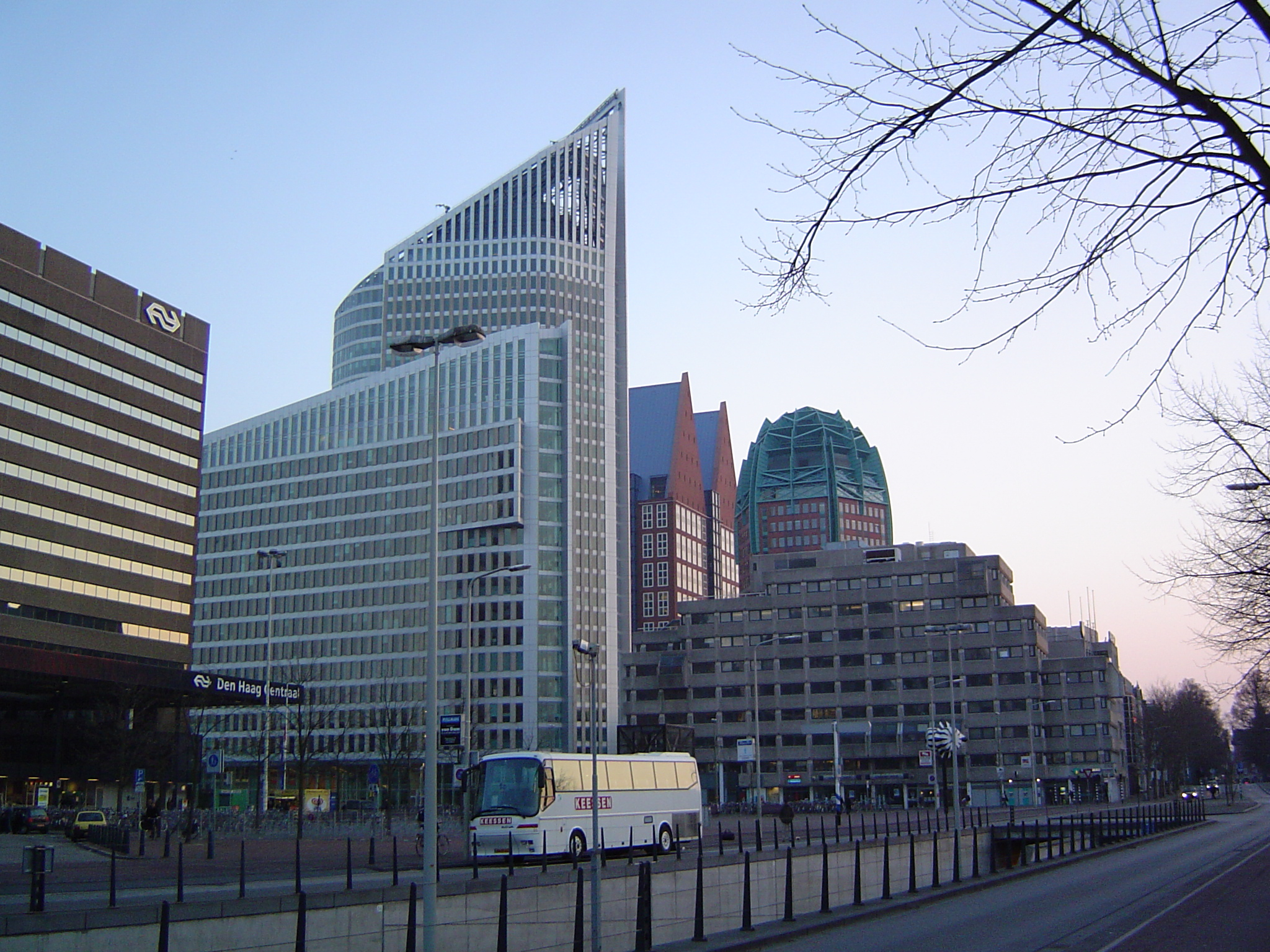
海牙

綠心（Groene Hart）是有关城市与村镇之间冲突的另一个引起争论的问题。一方面，人们认为这块巨大而人口相对稀少的区域，是被城市所包围的宝贵的乡村地区，应该受到保护。另一方面，许多人喜欢居住在靠近兰斯塔德提供的工作和各种设施，而又相对安静的环境中。

## 两翼

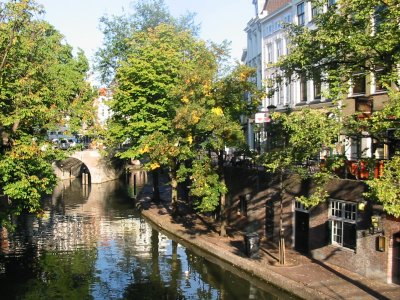
乌得勒支

荷兰的规划者又将兰斯塔德称为“三角洲都市”（Deltametropool），包括两大都市区：
1. 北翼（Noordvleugel），大约有250万人口，哈勒姆和艾默伊登（IJmuiden）在西面，中间是阿姆斯特丹，阿尔梅勒和霍伊在东面。乌得勒支都市区（100万人口）也可认为属于北翼。其主要中心是阿姆斯特丹。 [4]

1. 南翼（Zuidvleugel），大约有350万人口，绵延60公里，从东南部的多德雷赫特，到北部的莱顿。主要城市为鹿特丹和海牙。南翼的实际中心介于这两大城市之间，靠近代尔夫特。目前采取的第一步是修建了鹿特丹与海牙之间新建的快速轻轨（Randstad Rail）。耽延已久的西部A4高速公路延长线，从代尔夫特以南到鹿特丹，已经被列入议程，将形成从鹿特丹经过海牙到阿姆斯特丹的第二条通道。

## 交通

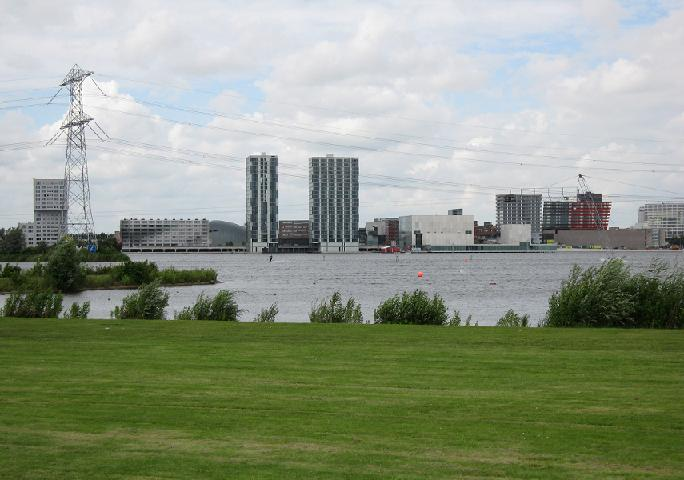
阿尔梅勒

兰斯塔德拥有庞大的交通系统，各城市有许多铁路、高速公路、电车和地铁。兰斯塔德拥有许多重要港口，交通是重要问题，有鹿特丹港，和史基浦机场。兰斯塔德也有一些较小的港口和机场，例如艾默伊登（IJmuiden）, 阿姆斯特丹和多德雷赫特的港口，以及鹿特丹海牙机场。 

### 高速公路
兰斯塔德地区有许多高速公路，其中大部分开始于阿姆斯特丹和鹿特丹附近。许多国际走廊开始于高速公路，包括A1, A2, A4, A7, A12, A15, A16 和A20高速公路，以及各种通勤路线。 
大多数高速公路都苦于严重的交通堵塞，拥有许多瓶颈路段，多半是旧式的隧道、高架桥和桥梁。兰斯塔德与荷兰其他地方一样，有许多运河，高速公路隧道和桥梁通常是穿越这些水体的唯一通道。此外，兰斯塔德的运河上通常架设 raising briges，包括主要公路和高速公路通过的桥梁。

主要的瓶颈路段甚至能引起长达20公里的拥堵。大多数高速公路的宽度不超过2x2或2x3车道，尽管其中一些高速公路的交通量属于欧洲最高的之列。

### 铁路
兰斯塔德是荷兰铁路网的重点，

## 建省倡議
2011年二月北荷蘭省、烏特勒支省以及夫利佛蘭省開始有合併的呼聲，這個合併案被荷蘭內閣大力推動，在此聯盟下的協議有議將新的省份命名為蘭斯台德，南荷蘭省的蘭斯台德地區則希望在此重新劃分案中也加入這個新的省份，這些支持省份重劃的民意也大多希望這些地區合併為一個省份，不論南荷蘭省蘭斯台德是否加入這個新的省份，無庸置疑的成為荷蘭人口規模最大的省份。